# Roberto Carlos da Silva
Roberto Carlos da Silva Rocha, vagy egyszerűen Roberto Carlos (Garça, 1973. április 10. –) brazil labdarúgó, edző. Carlos három vb-n volt tagja a brazil válogatottnak, 1998-ban a döntőig, 2002-ben győzelemig segítve azt.
Mielőtt csatlakozott a Fenerbahçéhoz, tizenegy évig játszott a Real Madridnál, ahol négyszer volt spanyol bajnok, háromszor UEFA Bajnokok Ligája-győztes és nyert két Interkontinentális kupát. Ő az egyik a hat játékos közül, akik több, mint száz meccset játszottak a Bajnokok Ligájában.
Másodikként végzett honfitársa, Ronaldo mögött a FIFA év játékosa 1997-es szavazásán, és Pelé beválasztotta a FIFA 100-ba 2004 júniusában.

## Pályafutás
Roberto  Carlos pályafutását a Palmeirasban kezdte, mielőtt az Interhez igazolt 22 évesen. 1996-ban a spanyol óriáshoz a Real Madridhoz szerződött.
Roberto Carlos a világ legjobb balhátvédje? középpályása? csatára? legyen inkább balösszevissza... Szóval azon kevesek közé tartozik, akik forradalmasították posztjukat.
Sao Paolo legsivárabb és legszegényebb helyén, Garcában született egy roppant szegény családba. Itt, a második és a harmadik liga között ingadozó kiscsapatban ismerkedett meg az alapokkal. A papa, Óscar Silva maga is focizott, példaképe a legendás Pelé-féle Santos volt, s fiát is a brazilos focira nevelte. Óscar Silva egyébként a városi textilgyár csapatában együtt focizott a tizenéves Robbival – a fiú gyakran dolgozott a garçai gyárban is... Carlos lett a José Levy nevű általános iskola legjobbja, természetesen szigorúan csak a sport területén! Hamar fel is figyeltek tehetségére, s a 250 km-re (ez ottani viszonylatban kis távolság!) lévő 100 000-es lakosú Uniao Sao Joaóban kapott profi szerződést, ahol szó szerint berobbant a brazil fociba hihetetlen munkabírásával és bombaszerű lövéseivel.
A válogatottban már 1992-ben bemutatkozhatott, s ekkor még a Uniao Sao Joao tagja volt. Bekerült a juniorvébére utazó csapatba és az olimpiai selejtezőket vívó selaccaóba is, s a portugáliai junior-vb-n ezüstérmes lett. 19 évesen a Palmeirasba igazolt: a Parmalat akkoriban a fénykorát élte (Tanzi elnököt 2003-ban börtönözték be egynéhány milliárd eurónyi csalás miatt, s természetesen az olasz AC Parma is ezért szegényedett el). Az akkoriban a világ egyik legnagyobb tejipari vállalatát igazgató Tanzi-família 1993-ban sok millió dollárt fektetett gyári csapatába, a Palmeirasba, hogy konkuráljanak az akkori interkontinentális kupagyőztes Raí-Müller-Zago-Cafú-féle Sao Paolóval. Többek között leigazolták a világbajnok csapat kapitányát, a ma is aktív Zinhót, az oldalán szintén világbajnok Mazinhót (ők minden vb-meccsen játszottak), Edmundót (az Állat becenévre hallgató idegbeteg zseni – börtönbüntetését tölti ittasan elkövetett gázolásos emberölésért, 1998-ban vb-ezüstérmes) és Evairt. Itt játszott még Antonio Carlos (alias Zago, később Roma), Cesar Sampaio (az 1998-as brazil csapat alaptagja), Edílson (2002-ben ő is vb-aranyérmes lett), későbbi klubtársa, Flavio Conceicao és a vb-győztes és -ezüstérmes Rivaldo.
Első edzője a válogatottban a vb-aranyos Carlos Alberto Parreira lett, aki most is a brazil szövetségi kapitány; klubjában pedig Wanderley Luxemburgo irányította lépteit... A Pálmafások a Libertadores-kupa kivételével az összes létező címet begyűjtötték – kár, hogy 1995-re elszegényedett a csapat, s sorra el kellett adogatniuk a legjobbjaikat. Robbi két és fél év alatt öt nagy címet gyűjtött be, s nagy csatákat vívott a SP-Palme rangadókon Cafúval. A 4-4-2 nevű angol szaklapban olvastam, hogy Gary Lineker is felfigyelt rá Japánban egy egymás ellen vívott barátságos mérkőzésen, mert ez a fiú egész meccsen csak rohangált fel s alá. Érdeklődésére elmondták, hogy semmi pénzért nem eladó! A Pálmafások akkori csapatát azóta is könnyes szemmel emlegetik arrafelé: Sérgio-Gil Baiano, Antônio Carlos, Cléber, Roberto Carlos – César Sampaio, Mazinho, Edílson (Flavio Conceicao), Zinho-Edmundo (Evair), Rivaldo (Alex Alves).
Utolsó ottani két évében a legjobb brazil balhátvédjének választották meg Roberto Carlost, de ez csak szerény kárpótlás lehetett azért, hogy 1994-ben nem vitte ki Parreira az USA-beli vb-re. Az edző egyébként Leonardót és Brancót választotta be keretébe helyette – Robbie azóta is haragszik Parreirára. Hamarosan ő is elhagyta Brazíliát: 1995-ben 6.7 millió euró ellenében az olasz Interhez igazolt (akkoriban klubcsúcs volt), s 8 góllal tette le névjegyét a Serie A-ban. Ám Milánóban jó játéka ellenére is rosszul érezte magát, ezért 1996-ban a Santiago Bernabéuba költözött át, 8 millió dollárért (állítólag itáliai edzőjével, Roy Hodgsonnal nem jött ki) – az olaszok azóta is bánják eszetlen tettüket... Nyáron részt vett s játszott a magyarok ellen is az atlantai olimpián, ahol a brazilok csodacsapatával nagy meglepetésre csak bronzérmes lett. Carlos azóta a Real összes sikerének részese lett: három-három BL-arany és bajnokság, szuperkupa, két interkontinentális kupa – s a fiatalok kedvéért első madridi csapata: Buyo – Secretario, Hierro, Sanchís, Roberto Carlos – Amavisca, Redondo, Seedorf, Raul – Mijatovics, Suker.
Capello, első madridi edzője egy riportban elárulta, hogy együtt dolgozott a világ két legjobb balhátvédjével – a másik Paolo Maldini volt. Carlos ebben az évben a válogatottban is alapember lett, s a spanyol bajnoki cím mellé elhódította a Copa Amerikát és a kontinensbajnokok tornáját, a Konföderációs Kupát is. A franciaországi elővébén, s Tournoi-n meg olyan gólt varázsolt Barthez kapujába, amin azóta is csodálkoznak a szurkolók... Akkoriban fedezték fel csodálatos fizikai képességeit: 10,6 másodperc alatt futja a 100-at, "végsebessége" 34, "lövősebessége" 115 km/óra, de igazi erőssége szokatlan combjaiban és izomzatában rejlik: mindkét combjának a kerülete 58,5 centiméter, ez 21 százalékkal több, mint a játékosok átlagos mérete, ráadásul bőre alatt minimális zsírszövet található!
1998-ban teljesült régi álma, s BL-győztes lett, de ez az év az elveszített vb-döntő előtt történtek miatt lett nevezetes: Carlos mentette meg Ronaldót, legjobb barátját, amikor megtalálta őt a szobájukban, s kivette hátracsúszott nyelvét a riasztott keretorvos. Annyira megviselte ez Robbit, hogy a döntőben csak önmaga árnyéka volt, mert nagyon féltette barátja életét. Állítólag a Nike urai parancsolták meg, hogy az általuk súlyos dollármilliókkal támogatott brazil csapatban mindenképpen játszani kell Ronaldónak, még ha belehal is – nem véletlenül kezdte ekkor négy évig tartó kálváriáját a brazil csodacsatár. 1998 végén azért még megnyerték az interkontinentális kupát, éppen honfitársai, a Vasco da Gama ellen, s remekül játszott. Jellemző, hogy a sportlapok álomcsapataiban 1996–2002 között csak egyetlenegyszer tudták kiszorítani a csapatból (1998, Lizarazu). 1999-ben, amikor a Real szörnyen játszott Toschak alatt, ő volt az egyetlen, akire nem lehetett panasz.
2000 az ő éve volt, rengeteg gólt lőtt és a bal oldal koronázott királya lett a pályákon, begyűjtötte második BL-serlegét is. Egy nyilatkozatában elárulta, hogy azt szeretné, hogy neki is hat legyen belőle, mint Gentónak! 2001-ben persze majdnem elküldték a Realból, hiszen keményen kiállt a régi elnök, Sanz mellett a választásokon, s ennek a későbbi győztes, Perez nem igazán örült... Persze Perez is rájött arra, hogy nem kellene a csapat legjobbját "szélnek eresztenie". Figo és Zizou érkeztével sem szürkült el, hiszen gyakran ő volt a legveszélyesebb támadó, amikor a nagyok bénáztak, 2002-ben pedig egy másik kívánsága is teljesülhetett: régi cimboráját, Ronaldót is leigazolta a klub. 2002-ben interkontinentális kupát, BL-t és vb-t nyert – mindenütt a csapat húzóembere volt a győzelmei bombagólokkal kikövezett útján, s bár megérdemelte volna az Aranylabdát, "csak" az UEFA legjobbjának járó címét kapta meg.
Jellemző, hogy Ronaldo is azt nyilatkozta az Aranylabda átvételekor, hogy ez igazából Roberto Carlost illette volna meg. 2003-ban "csak" bajnok, spanyol és Európai Szuperkupa-tulajdonos lett, s bár nem játszott olyan kiemelkedően, mint 2002-ben, de azért így is messze az átlag fölött teljesített, különösen a bajnokság végére került csúcsformába, de a BL-ből Figo"kilőtte" őket. 2003-ban is az Aranylabda-esélyesek között tartották számon, de még a legjobb három közé sem került, pedig csak az olaszok szerint nem játszott jobban Maldininél! Úgy látszik, e két csalódás kicsit megzökkentette pályafutását, mert 2003/2004-ben talán élete legsikertelenebb profi esztendejét zárta, a Reallal a BL-be sem tudták magukat főágon kvalifikálni... A sztárokkal együtt ő is bűnrosszul játszott, becsületére legyen mondva, gyengén láttam játszani, de lagymatagul és akaratgyengén soha: hajtása, erőnléte, hozzáállása példaképpé nemesíti őt még ma is!
"Természetesen Parreirával szembeni ellenszenve nem akadályozza meg abban, hogy részt vegyen a Copa Americán, sőt, bejelentette, hogy szeretne ott lenni az athéni olimpián is!" – írtam róla 2004 tavaszán. Tervei – a Real Madrid vezetőségének legnagyobb örömére – nem valósultak meg, s abban bíztak, hogy a főleg erőnlétére építő játékos a végigpihent nyár után újra elképesztő formáját mutatja. A Chelsea által is csábított Carlos ennek ellenére szürke őszt produkált, s később kiderült, hogy mi volt ennek oka: az "El Semanal Digital" című internetes honlap szellőztette meg először, hogy José Camacho megbuktatását a brazil klán irányította, először Ronaldo, majd Robby is ellene fordult – mindenesetre Camacho jó barátja és utóda, Garcia Remón első mérkőzésén a kispadra ültette őt, a közönség pedig füttyel és nemzetközi kézjelekkel nyilvánította ki nemtetszését a brazil balhátvéd felé...
Az időközben spanyol állampolgárságot kérvényező bekk visszaszerezte helyét a kezdőben, de fura módon csak a decemberben érkezett új/egykori edzője, Wanderley Luxemburgo alatt játszik újra világklasszishoz méltón! Akárcsak a pályán, pihenésében is a sebesség megszállottja: visszavonulása után a versenylovakkal szeretne foglalkozni (úgymond marad szakmájában), jelenleg egykori csapattársával, Seedorffal együtt tulajdonosa a Seedorf RC3 125 köbcentiméteres Hondával versenyző gyorsasági motoros istállónak. Nagy Schumacher-rajongó, 2004-ben például a Hungaroringre is ellátogatott szurkolni kedvencének. Akárcsak Ronaldinho, a pályán és azon kívül is roppant életvidám, ráadásul (Camachón kívül...) rengeteg barátra lelt a futballpályákon: Ronaldo, Javier Zanetti, McManaman, Beckham állandó résztvevője az RC-partyknak.

### FC Internazionale Milano (1995–96)
Roberto Carlos csak egy szezont játszott az Interben. Az akkori edző, Roy Hodgson bal oldali szárnyhátvédként akarta játszatni őt, de Carlos csak az egyszerű balhátvéd posztot preferálta.

### Real Madrid (1996–2007)
A brazil tizenegy évet húzott le a Real Madridnál, összesen 512 (370 bajnoki) meccsen játszva 65 (46 bajnoki gól) gólt termelve.
2005. augusztus 2-án Carlos fölvette a spanyol brazil kettős állampolgárságot. Ez bizonyította, hogy fontos számára a Real Madrid, ami azt jelentette, hogy az Európai Unió játékosaként számolhattak vele. 2006 januárjában beállította a Madridban játszó nem spanyol születésű játékosok legtöbb meccsen játszó rekordját, mikor lejátszotta 330. meccsét csapatában. Ezzel megtörte Alfredo Di Stéfano 329 meccses rekordját.
Tíz egymást követő szezonban 30 vagy több bajnoki meccsen játszva és az egyik legbiztosabb kerettaggá válva erősen kritizálták a labdaeladások miatt a Bajnokok Ligája nyolcaddöntőjének visszavágóján a Bayern München ellen, ami Roy Makaay góljához vezetett, a kupa történelmének leggyorsabb góljához és a Real kieséséhez a versenyből. 2007. március 9-én bejelentette döntését, miszerint nem kívánja megújítani szerződését a spanyol klubbal. Azonban a szezon végének egyik meccsén, a Recreativo Huelva ellen az utolsó percekben Beckham gyönyörűen játszotta meg Carlost ő pedig a résen berúgta. Ennek eredményeképp a Real Madrid már 30. bajnoki címét ünnepelhette.

#### A „Lehetetlen gól”
Egy 1998-as spanyol bajnoki Tenerife elleni meccs folyamán Roberto (szinte az) alapvonalról lőtt gólját a kommentátorok „A lehetetlen gól”-nak nevezték. A pályáról kifele esve meglőtte a labdát keresztbe, ami bal oldalra csavarodott – a rossz oldalon álló kapus felett, kevesebb, mint egy fokos szögből értékesítve a lövést.

### Fenerbahçe (2007–2009)
2007. június 19-én Roberto Carlos aláírt egy 2+1 éves kontraktust a török bajnok Fenerbahçéval a stadionban, több ezer néző előtt. Első hivatalos meccsén a Fenerbahcéval megnyerte a Török Szuperkupát a Beşiktaş J.K. ellen 2 góllal. Egy bajnoki meccsen, a Sivasspor ellen debütált 2007 augusztus 25-én egy fejessel, ami a harmadik ilyen gól volt pályafutása alatt.

### Anzsi Mahacskala
Február 12-én 2011-ben, Roberto Carlos aláírt egy két és fél éves szerződést az orosz Anzsi Mahacskala csapatával, 10 millió euróért. 2011 szeptember 27-én kinevezték a klub játékosedzőjének.

## Válogatott pályafutás
Roberto Carlos 125 meccset halmozott fel a Brazil válogatottban, ezt megkoronázva 24 góllal. Az 1998-as vb-n hét meccset játszott a döntővel együtt. Egy 2002-es világbajnoki selejtezőmérkőzés után a paraguayi kapus, José Luis Chilavert leköpte (ami miatt a FIFA három meccsre el is tiltotta). Roberto a 2002-es a tornán is hét mérkőzést játszott és egy szabadrúgásgólt ért el Kína ellen. A Németország elleni döntőn is pályára lépett.
A franciák elleni 2006-os vb negyeddöntő kudarc után a brazil védő bejelentette a visszavonulását a válogatottbeli szerepléstől. A franciák elleni meccs végén erősen elbírálták a zoknija igazgatása miatt, hiszen Zinédine Zidane éppen egy szabadrúgáshoz készülődött, amit Thierry Henry értékesített.

## Statisztikák

### Klubcsapatokban
| Klub Teljesítmény | Klub Teljesítmény | Klub Teljesítmény    | Bajnokság | Bajnokság | Kupa           | Kupa           | Nemzetközi  | Nemzetközi  | Összesen | Összesen |
| Szezon            | Klub              | Divízió              | Mérk.     | Gól       | Mérk.          | Gól            | Mérk.       | Gól         | Mérk.    | Gól      |
| Brazília          | Brazília          | Brazília             | Bajnokság | Bajnokság | Copa do Brasil | Copa do Brasil | Dél-amerika | Dél-amerika | Összesen | Összesen |
| ----------------- | ----------------- | -------------------- | --------- | --------- | -------------- | -------------- | ----------- | ----------- | -------- | -------- |
| 1993              | Palmeiras         | Série A              | 20        | 1         | 5              | 0              | –           | –           | 32       | 1        |
| 1994              | Palmeiras         | Série A              | 24        | 2         | 3              | 0              | 6           | 1           | 33       | 3        |
| 1995              | Palmeiras         | Série A              | 0         | 0         | 4              | 1              | 9           | 3           | 13       | 4        |
| Olaszország       | Olaszország       | Olaszország          | Bajnokság | Bajnokság | Coppa Italia   | Coppa Italia   | Európai     | Európai     | Összesen | Összesen |
| 1995–96           | Internazionale    | Serie A              | 30        | 5         | 2              | 1              | 2           | 1           | 34       | 7        |
| Spanyolország     | Spanyolország     | Spanyolország        | Bajnokság | Bajnokság | Copa del Rey   | Copa del Rey   | Európai     | Európai     | Összesen | Összesen |
| 1996–97           | Real Madrid       | La Liga              | 37        | 5         | 5              | 0              | –           | –           | 42       | 5        |
| 1997–98           | Real Madrid       | La Liga              | 35        | 4         | 1              | 1              | 9           | 2           | 45       | 7        |
| 1998–99           | Real Madrid       | La Liga              | 35        | 5         | 4              | 0              | 8           | 0           | 47       | 5        |
| 1999–00           | Real Madrid       | La Liga              | 35        | 4         | 3              | 0              | 17          | 4           | 55       | 8        |
| 2000–01           | Real Madrid       | La Liga              | 36        | 5         | 0              | 0              | 14          | 4           | 50       | 9        |
| 2001–02           | Real Madrid       | La Liga              | 31        | 3         | 6              | 1              | 13          | 2           | 50       | 6        |
| 2002–03           | Real Madrid       | La Liga              | 37        | 5         | 1              | 0              | 15          | 1           | 53       | 6        |
| 2003–04           | Real Madrid       | La Liga              | 32        | 5         | 7              | 1              | 8           | 2           | 47       | 8        |
| 2004–05           | Real Madrid       | La Liga              | 34        | 3         | 2              | 0              | 10          | 1           | 46       | 4        |
| 2005–06           | Real Madrid       | La Liga              | 35        | 5         | 3              | 1              | 7           | 0           | 45       | 6        |
| 2006–07           | Real Madrid       | La Liga              | 23        | 3         | 1              | 0              | 8           | 0           | 32       | 3        |
| Törökország       | Törökország       | Törökország          | Bajnokság | Bajnokság | Török kupa     | Török kupa     | Európai     | Európai     | Összesen | Összesen |
| 2007–08           | Fenerbahçe        | Süper Lig            | 22        | 2         | 3              | 0              | 9           | 0           | 34       | 2        |
| 2008–09           | Fenerbahçe        | Süper Lig            | 32        | 4         | 8              | 2              | 10          | 1           | 50       | 7        |
| 2009–10           | Fenerbahçe        | Süper Lig            | 11        | 0         | 0              | 0              | 8           | 1           | 19       | 1        |
| Brazília          | Brazília          | Brazília             | Bajnokság | Bajnokság | Copa do Brasil | Copa do Brasil | Dél-amerika | Dél-amerika | Összesen | Összesen |
| 2010              | Corinthians       | Série A              | 35        | 1         | –              | –              | 8           | 0           | 57       | 4        |
| 2011              | Corinthians       | Série A              | 0         | 0         | –              | –              | 1           | 0           | 4        | 1        |
| Oroszország       | Oroszország       | Oroszország          | Bajnokság | Bajnokság | Orosz kupa     | Orosz kupa     | Európai     | Európai     | Összesen | Összesen |
| 2011–12           | Anzsi             | Orosz Premier League | 29        | 4         | 3              | 1              | –           | –           | 32       | 5        |
| India             | India             | India                | Bajnokság | Bajnokság | Kupa           | Kupa           | Egyéb       | Egyéb       | Összesen | Összesen |
| 2015              | Delhi Dynamos     | Indian Super League  | 2         | 0         | —              | —              | —           | —           | 2        | 0        |
| Összesen          | Brazília          | Brazília             | 79        | 4         | 12             | 1              | 24          | 4           | 139      | 13       |
| Összesen          | Olaszország       | Olaszország          | 30        | 5         | 2              | 1              | 2           | 1           | 34       | 7        |
| Összesen          | Spanyolország     | Spanyolország        | 370       | 47        | 33             | 4              | 109         | 16          | 512      | 67       |
| Összesen          | Törökország       | Törökország          | 65        | 6         | 11             | 2              | 27          | 2           | 103      | 10       |
| Összesen          | Oroszország       | Oroszország          | 29        | 4         | 3              | 1              | —           | —           | 32       | 5        |
| Teljes karrier    | Teljes karrier    | Teljes karrier       | 573       | 66        | 61             | 9              | 162         | 23          | 820      | 102      |

### A válogatottban
| Brazília | Brazília | Brazília |
| Év       | Mérk.    | Gól      |
| -------- | -------- | -------- |
| 1992     | 7        | 0        |
| 1993     | 5        | 0        |
| 1994     | 7        | 0        |
| 1995     | 13       | 1        |
| 1996     | 4        | 0        |
| 1997     | 18       | 2        |
| 1998     | 10       | 0        |
| 1999     | 13       | 2        |
| 2000     | 9        | 0        |
| 2001     | 7        | 1        |
| 2002     | 11       | 1        |
| 2003     | 5        | 1        |
| 2004     | 12       | 0        |
| 2005     | 9        | 3        |
| 2006     | 6        | 0        |
| Összesen | 125      | 11       |

### Góljai a válogatottban
| Roberto Carlos – góljai a Brazília színeiben | Roberto Carlos – góljai a Brazília színeiben | Roberto Carlos – góljai a Brazília színeiben      | Roberto Carlos – góljai a Brazília színeiben | Roberto Carlos – góljai a Brazília színeiben | Roberto Carlos – góljai a Brazília színeiben | Roberto Carlos – góljai a Brazília színeiben |
| #                                            | Dátum                                        | Helyszín                                          | Ellenfél                                     | Gól                                          | Végeredmény                                  | Verseny                                      |
| -------------------------------------------- | -------------------------------------------- | ------------------------------------------------- | -------------------------------------------- | -------------------------------------------- | -------------------------------------------- | -------------------------------------------- |
| 1.                                           | 1995. június 6.                              | Goodison Park, Liverpool, Anglia                  | Japán                                        | 3–0                                          | 3–0                                          | Umbro kupa                                   |
| 2.                                           | 1997. június 3.                              | Stade de Gerland, Lyon, Franciaország             | Franciaország                                | 0–1                                          | 1–1                                          | Tournoi de France                            |
| 3.                                           | 1997. június 8.                              | Stade de Gerland, Lyon, Franciaország             | Olaszország                                  | 2–1                                          | 3–3                                          | Tournoi de France                            |
| 4.                                           | 1999. június 26.                             | Arena da Baixada, Curitiba, Brazília              | Lettország                                   | 2–1                                          | 3–0                                          | Barátságos mérkőzés                          |
| 5.                                           | 1999. október 9.                             | Johan Cruijff Arena, Amszterdam, Hollandia        | Hollandia                                    | 1–0                                          | 2–2                                          | Barátságos mérkőzés                          |
| 6.                                           | 2001. augusztus 9.                           | Arena da Baixada, Curitiba, Brazília              | Panama                                       | 5–0                                          | 5–0                                          | Barátságos mérkőzés                          |
| 7.                                           | 2002. június 8.                              | Csedzsu Világbajnoki Stadion, Seogwipo, Dél-Korea | Kína                                         | 1–0                                          | 4–0                                          | 2002-es világbajnokság                       |
| 8.                                           | 2003. október 12.                            | King Power Stadion, Leicester, Anglia             | Jamaica                                      | 1–0                                          | 1–0                                          | Barátságos mérkőzés                          |
| 9.                                           | 2005. február 12.                            | Hong Kong Stadion, Hongkong                       | Hongkong                                     | 2–0                                          | 7–1                                          | 2005-ös újévi kupa                           |
| 10.                                          | 2005. június 8.                              | El Monumental, Buenos Aires, Argentína            | Argentína                                    | 3–1                                          | 3–1                                          | 2006-os világbajnokság-selejtező             |
| 11.                                          | 2005. október 12.                            | Mangueirão, Belém, Brazília                       | Venezuela                                    | 2–0                                          | 3–0                                          | 2006-os világbajnokság-selejtező             |

## Edzői statisztikái
legutóbb 2015. december 20-án frissítve.
| Csapat               | Nemzet   | –tól             | –ig                | Mérleg | Mérleg | Mérleg | Mérleg     | Mérleg | Mérleg | Mérleg | Mérleg | Mérleg |
| M                    | GY       | D                | V                  | RG     | KG     | GK     | Győzelem % |        |        |        |        |        |
| -------------------- | -------- | ---------------- | ------------------ | ------ | ------ | ------ | ---------- | ------ | ------ | ------ | ------ | ------ |
| Sivasspor            | török    | 2013. június 3.  | 2019. január 24.   | 59     | 23     | 9      | 27         | 90     | 94     | −4     | 38.98  |        |
| Akhisar Belediyespor | török    | 2015. január 11. | 2015. június 1.    | 20     | 5      | 7      | 8          | 25     | 28     | −3     | 25     |        |
| Delhi Dynamos        | india    | 2015. június 3.  | 2015. december 20. | 16     | 7      | 4      | 5          | 19     | 23     | −4     | 43.75  |        |
| Összesen             | Összesen | Összesen         | Összesen           | 95     | 35     | 20     | 40         | 134    | 145    | −11    | 36.84  |        |

## Elismerések

### Klub
- Palmeiras
  - Brazil Liga: 1993, 1994
  - Rio-São Paulo Torna: 1993
  - São Paulo állambajnokság: 1993, 1994
- Real Madrid
  - La Liga: 1996-97, 2000–01, 2002-03, 2006-07
  - Spanyol Szuperkupa: 1997, 2001, 2003
  - UEFA Bajnokok Ligája: 1997-98, 1999–00, 2001-02
  - Európai Szuperkupa: 2002
  - Interkontinentális kupa: 1998, 2002
- Fenerbahçe S.K.
  - Török Szuperkupa: 2007
  - UEFA Bajnokok Ligája: Negyeddöntő: 2008

#### A válogatottban
- Brazília
  - Copa América: 1997, 1999
  - Világbajnokság: 2002
  - FIFA Konföderációs Kupa: 1997
  - 1998-as labdarúgó-világbajnokság: Ezüstérem